# بوغاتيي سابي (تاتارستان)
بوغاتيي سابي (بالروسية: Богатые Сабы) هي مدينة في جمهورية تتارستان في روسيا.